# La Haye-Saint-Sylvestre
La Haye-Saint-Sylvestre è un comune francese di 250 abitanti situato nel dipartimento dell'Eure nella regione della Normandia.

## Società

### Evoluzione demografica
Abitanti censiti